# Senufospråk
Senufospråken är en språkgrupp bestående av cirka 15 språk som talas av senufofolket i norra Elfenbenskusten, södra Mali och sydvästra Burkina Faso. Ett språk, nafaanra, talas också i nordvästra Ghana. Senufospråken betraktas i allmänhet som en gren av gurspråken inom Niger-Kongospråken. Garber (1987) uppskattar antalet senufo till omkring 1,5 miljoner, medan Ethnologue, baserat på olika befolkningsuppskattningar, räknar med 2,7 miljoner.
Senufospråken gränsar i väster till mandespråk, i söder till kwaspråk och i norr och öster till gurspråk.
Senufospråk liknar gurspråk i det att det har ett system med substantivklasser som uttrycks med suffix och att verb har aspektmarkering. De flesta gurspråk norr om senufospråken har ett tonsystem med två toner och nedtrappning, men tonsystemet i senufospråken analyseras mestadels som ett trenivåtonsystem (hög, mellan, låg). 
Senufospråken har influerats av de angränsande mandespråken på många sätt. Många ord har lånats in från mandespråken bambara och jula. Carlson (1994:2) anmärker att "det är troligt att flera grammatiska konstruktioner är översättningslån av de motsvarande bambarakonstruktionerna" . Liksom mandespråk har senufospråk den grundläggande ordföljden subjekt–objekt–verb (SOV), istället för SVO som är vanligare i gurspråk och i Niger-Kongospråk som helhet.

## Klassificering
Maurice Delafosse (1904:192–217) var den förste lingvisten som skrev om senufospråken. Han konstaterade att senufo ofta förväxlades med mande, delvis på grund av att användning av mandespråk var utbredd bland senufo:
[L]a langue mandé s'est répandue parmi eux, des alliances nombreuses ont eu lieu... C'est là l'origine de la confusion que l'on a faite souvent entre Mandé et Sénoufo ... alors que, au triple point de vue ethnographique, antropologique et linguistique, la différence est profonde entre ces deux familles. (p. 193)
I de inflytelserika klassificeringar som gjordes av Diedrich Westermann (1927, 1970[1952]) och John Bendor-Samuel (1971) klassificerades senufospråken som gurspråk. Med början hos Manessy (1975) har denna klassificering dock blivit betvivlad. 1989 hävdade John Naden, i sin översikt över gurspråken, att "det är möjligt att de återstående språken, särskilt senufo, inte är mer närbesläktade med centralgur än med guang eller togorestspråk, eller mer än dessa till centralgru eller volta-comoe" (1989:143). På grund av detta placerar Williamson och Blench (2000:18,25-6) senufo som en gren omedelbart före gur i Volta-Kongogrenen av Niger-Kongospråken. 

## Underklassificering
Tidiga senufoklassificeringar (till exempel Bendor-Samuel 1971) var mestadles geografiskt motiverade och indelade senufospråken i nord-, central- och sydsenufo. Under de följande åren anammades denna terminologi av flera lingvister som arbetade med senufospråk (Garber 1987; Carlson 1983, 1994). Mensah (1983) och Mills (1984) undvek dessa geografiska termer men använde mestadels samma gruppering, enligt Garber 1987. SIL International indelar i sin Ethnologue senufospråken i sex grupper. Genom att kombinera de två klassifikationerna får man nedanstående gruppering: 
Nordsenufo
- Suppire-mamaraspråk
  - Mamara (Minyanka, Mianka)
  - Nanerige (Nanergé)
  - Sucite (Sicite, Sìcìté)
  - Supyire (Suppire)
  - Shempire (Syempire)

Centralsenufo
- Karaborospråk
  - Östkaraboro (Kar)
  - Västkaraboro (Syer-Tenyer)
- Senarispråk
  - Cebaara

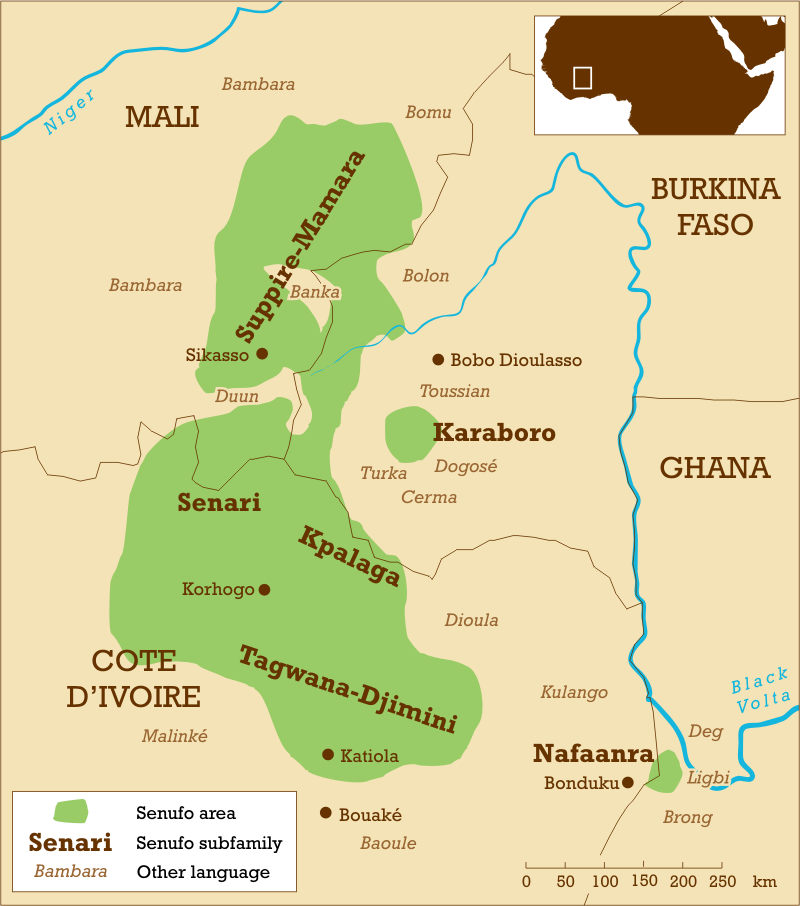
Karta över senufospråkområdet som visar de större grupperna och några grannspråk.

  - Senara (Senari, Syenere, Tiebaara)
  - Nyarafolo
  - Syenara (Syenara, Shenara)
- Kpalaga (Palaka)

Sydsenufo
- Tagwana-djiminispråk
  - Djimini (Dyimini)
  - Tagwana (Tagouna)
- Nafaanra (Nafaara)

### Språkliga drag
- Carlson, Robert (1994) A Grammar of Supyire. Berlin/New York: Mouton de Gruyter. ISBN 3-11-014057-8.
- Carlson, Robert (1997) The Senufo Languages. CP/CV 2: Actes du CILG1, 23–42.
- Garber, Anne (1980) 'Word order change and the Senufo languages.' In Studies in the Linguistic Sciences, 10, 1, 45–57.
- Garber, Anne (1987) A Tonal Analysis of Senufo: Sucite dialect (Gur; Burkina Faso). PhD dissertation, Urbana: University of Illinois / Ann Arbor: UMI.
- Garber, Anne (1991) 'The phonological structure of the Senufo word (Sicite)', Journal of West African Languages, 21, 2, 3–20.
- Manessy, Gabriel (1996a) 'La determination nominal en sénoufo', Linguistique Africaine, 16, 53–68.
- Manessy, Gabriel (1996b) 'Observations sur la classification nominale en sénoufo' , Afrika und Übersee, 79, 21–35.
- Mills, Elizabeth (1984) Senoufo phonology, discourse to syllabe (a prosodic approach) SIL publications in linguistics (ISSN 1040-0850), 72.

### Klassificering
- Bendor-Samuel, John (1971) 'Niger-Congo: Gur' in: Thomas Sebeok & Jack Berry (eds.), Linguistics in sub-saharan Africa (Current trends in linguistics 7), The Hauge/Paris: Mouton, 141–178.
- Delafosse, Maurice (1904) Vocabulaires comparatifs de plus de 60 langues ou dialects parlés à la Côte d' Ivoire ou dans les régions limitrophes (avec des notes linguistiques et ethnologiques, une bibliographie et une carte). Paris: Leroux.
- Manessy, Gabriel (1975) Les langues Oti-Volta. Paris: SELAF.
- Mensah, E.N.A. and Z. Tchagbale (1983) Atlas des langues Gur de Côte d’Ivoire. Abidjan: Institut de Linguistique Applique.
- Westermann, Diedrich & Bryan, M.A. (1970 [1952]). The Languages of West Africa. Oxford: International African Institute / Oxford University Press.
- Williamson, Kay & Blench, Roger (2000) 'Niger-Congo', in Heine, Bernd & Nurse, Derek (eds.) African languages: an introduction, Cambridge: Cambridge University Press, 11—42.